# Penitenciarul Galați
Penitenciarul Galați este o unitate de detenție din Galați, România. Directorul actual al unității este comisar șef de poliție penitenciară Sebastian Moldoveanu .

## Istoric
În anul 1893, primăria orașului Galați a cedat Direcției Generale a Penitenciarelor, un loc ce se afla pe strada Traian iar în anul 1894 a început construcția penitenciarului, construcție  terminată în anul 1897. Penitenciarul era profilat în deținerea persoanelor arestate și a celor condamnate la pedepse cu închisoarea de până la 10 ani.  